# Onekotan

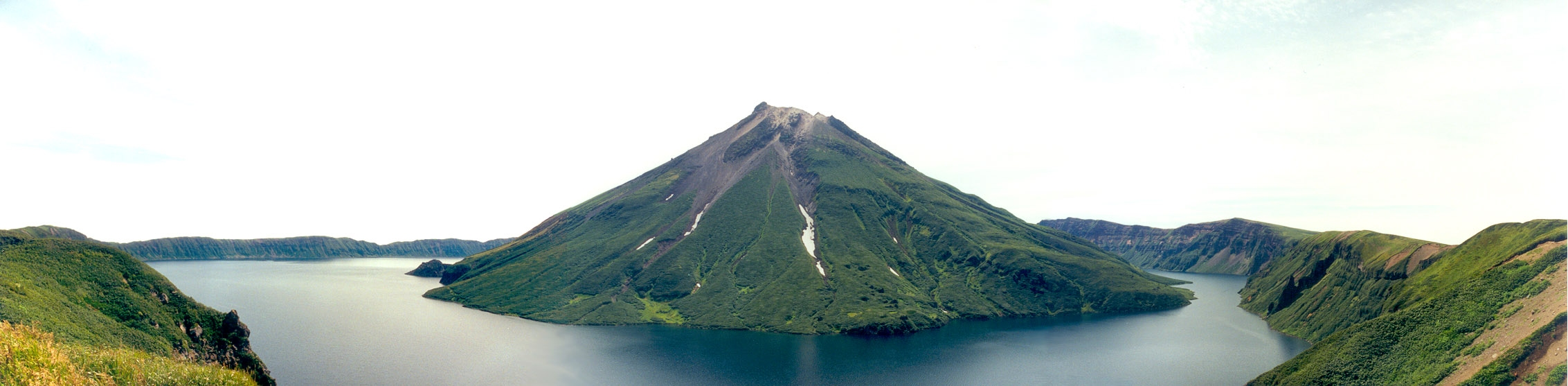
Wulkan na wyspie

Onekotan (ros. Онекотан; jap. 温禰古丹島, Onekotan-tō; ainu: オネコタン　lub　オネコタㇴ) – niezamieszkana wyspa wulkaniczna znajdująca się w pobliżu północnego krańca archipelagu Kuryli. Nazwa tej wyspy pochodzi od języka Ajnów i znaczy „duża wieś”. Najwyższe wzniesienie ma 1330 m n.p.m.. Po II wojnie światowej wyspa znalazła się pod kontrolą ZSRR, a obecnie należy do części obwodu sachalińskiego w Federacji Rosyjskiej. Na wyspie znajdują się dwa wulkany Nemo i Krenicyn.